# 回到17歲
《回到17歲》（英語：17 Again）是一部上映在2009年美國喜劇電影，由伯爾·史緹爾執導，柴克·艾弗隆首部主演非歌舞片類型電影。監製伯亞當·夏克曼是繼《髮膠明星夢》後，與柴克·艾弗隆再度合作。北美地區於2009年4月17日首映，首周開出兩千四百一十萬美元票房，創下全美當周票房冠軍；而香港和台灣於4月30日上映。
本片後來被改編成韓國電視劇《重回18歲》。

## 情節
時值1989年，麥克·歐唐諾（柴克·艾弗隆飾）是校園風雲人物明星球員。他擁有想要的一切，但在籃球冠軍賽開場前，他的女友史嘉莉·波特（艾莉森·米勒飾）告知她懷孕了。麥克作下決定，放棄學業而向她求婚以示負責，也放棄了進入職業球隊的大好前程。
20年後，麥克（馬修·派瑞飾）的生活停滯不前。不僅與老婆史嘉莉（萊絲莉·曼恩飾）分居，被迫暫時搬到宅男好友奈德（湯瑪斯·藍諾飾）的家裡住，工作慘遭停職，連女兒瑪姬（蜜雪兒·雀柏格飾）和兒子亞歷克斯（史特林·奈特飾）都對他不理不睬。萬念俱灰下，他回到海德高中回顧他那遺失的青春時光，遇到一個神祕老頭清潔校工（布萊恩·多依爾-莫瑞飾）。回家時，看見那位校工站在橋邊對他微笑，下一秒卻消失不見，麥克誤以為他跳河自殺，自己卻意外地掉入橋下神秘旋渦。隔日滿身泥巴回到家，他發現他自己竟然變回了17歲。

## 演員
- 馬修·派瑞 飾 麥克·歐唐諾（Mike O'Donnell，37歲），為本片主角。
- 柴克·艾弗隆 飾 麥克·歐唐諾（Mike O'Donnell，17歲），主角17歲時候。
- 萊絲莉·曼恩 飾 史嘉莉·歐唐諾（Scarlet O'Donnell，37歲），主角的妻子。
- 史特林·奈特 飾 亞歷克斯·歐唐諾（Alex O'Donnell） ，主角的兒子，16歲。
- 蜜雪兒·雀柏格 飾 瑪格麗特（瑪姬）·莎拉·歐唐諾（Margaret "Maggie" Sarah O'Donnell），主角的女兒，17歲。
- 托馬斯·列儂 飾 奈德·哥爾德（Ned Gold），主角的好朋友。
- 妮可兒·蘇利文（英语：Nicole Sullivan） 飾 娜歐蜜（Naomi）
- 美樂拉·哈丁（英语：Melora Hardin） 飾 珍·馬斯特生校長（Principal Jane Masterson）
- 亨特·帕瑞施 飾 史坦（Stan）

## 外部連結
- （英文）官方網站
- 互联网电影数据库（IMDb）上《回到17歲》的资料（英文）
- 爛番茄上《回到17歲》的資料（英文）
- AllMovie上《回到17歲》的资料（英文）